# 야마모토 노조미

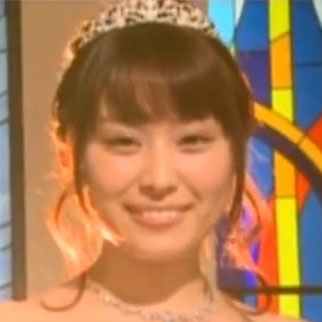

야마모토 노조미(일본어: 山本 希望 やまもと のぞみ[*], 1988년8월 9일 - )는 일본의 여성 성우. 비무스 소속.
아오모리현 미사와시출신. 신장 160 cm, 혈액형은 O형.

## 인물
여동생이 3명, 남동생이 1명 있는 대가족의 장녀. 가족의 영향으로 유년기부터 애니메이션을 좋아했고, <태어났을 때부터 생활의 일부같은 존재>라고 말하고 있다. 애니메이션을 보고 있는 동안에 성우에도 흥미를 가지게 되어, 초등학교 1학년 때에 성우가 되고 싶다고 막연히 생각해, 초등학교 5학년 때에 성우가 되려고 결의한다. 체력 만들기를 위해서 중학생 시절에 육상부에 입부, 발성 연습을 위해서 미사와 상업 고교에서는 방송부에 들어간다. 대학 입학을 계기로 상경, 대학에 다니면서 일본 나레이션 연기 연구소에 다녀, 후에 비무스 소속이 된다.
2011년 1월에 발매한 엑스박스 360용 게임 소프트 <걸☆암>의 메인 캐릭터 우노 아오이 역으로 성우 데뷔, 같은 해 4월에 <성흔의 퀘이사 II>로 애니메이션 첫출연을 완수했다. 같은 해 10월 동시기에 시작한 <나는 친구가 적다>의 쿠스노키 유키무라 역과 <UN-GO>의 카이쇼 리에 역으로 애니메이션 첫 메인 캐릭터를 연기했다.
동경하는 성우에 하야시바라 메구미를 들고 있다. 자신의 학생시절부터, 하야시바라가 연기한 애니메이션 캐릭터·노래·라디오를 아주 좋아하고, 라디오 <하야시바라 메구미의 Heartful Station>에 관해서는, 아오모리에서는 방송되어 있지 않았지만, 홋카이도 방송이나 IBC 이와테 방송의 전파를 주워 듣고 있었다고 한다. 자신이 성우가 되어, 같은 라디오와 <하야시바라 메구미의 Tokyo Boogie Night>에 게스트 출연해 하야시바라와 대면을 완수했다.
친가는 농업을 영위하고 있다. 아오모리에서의 학생시절, 휴일은 매회와 같이 농사일을 돕고 있었다. 농작물을 출하한 오는 길에는, 가족을 동반해 다양한 상품이 좋은 렌탈 비디오가게에 가, 아오모리에서는 방영되어 있지 않은 애니메이션 작품을 주로 빌리고 있었다. 좋아하는 애니메이션은, <개전 사무라이 트루퍼>, <명견 실버>, <세인트 세이야> 등의 자신보다 윗 세대의 작품으로, 이것은 애니메이션 팬인 부모님이나 백모의 영향을 받고 있다.
좋아하는 동물은 개. 친가에서 개를 7마리, 고양이를 6마리 기르고 있다. 자신의 매력 포인트는, 개와 같은 코.
고릴라를 동물로서가 아니고, 이성으로서 보고 있을 때가 있다.
상경하고 기분이 가라앉고 있었던 시기에 동물원의 고릴라를 보고, 치유되어 좋아하게 되었다. 고릴라의 매력으로서 팔의 굵기, 와일드한 풍모, 등의 라인에서 엉덩이에 걸친 씩씩함 등을 들고 있다. 우치야마 유미과 함께 코베시립 왕자 동물원을 방문했을 때의, 원내의 고릴라를 바라보는 야마모토의 표정은, 우치야마 가라사대 <아가씨>였다고 한다.
좋아하는 남성의 타입은, <근육질로 체모가 풍부하고 얼굴이 동물을 닮아 있는 사람> <연적인 고릴라에 대해, 오라를 내 위협해 되돌려 보낼 수 있는 사람> <평상시는 온후하지만, 만일의 경우에 강하고 믿음직한 사람>을 두고 있다. 탤런트에서는 조영, 만화의 캐릭터에서는 산의 후도 (북두의 권), 코다 타케시남(나 이야기!!), 울버린·아이언맨 등의 아메리칸 코믹스 히어로를 들고 있다.
애칭 '노조휘스'는, <나는 친구가 적다>로 공동 출연한 이노우에 마리나가 이름 붙였다. 이노우에가 AKB48의 팬이며, 야마모토와 동명의 AKB48 멤버 (가와사키 노조미)의 애칭을 기념하여 이름 붙였다고 한다. 친한 친구에게서는 '노죠'로 불리고 있으며 씨를 붙인 '노죠 씨' (사쿠라 아야네이 명명)라는 애칭으로 불리는 것도 많다. 양성소 시대부터의 친구인 타츠미 유이코에게는 <노조밍>, 데뷔작 <걸☆암>으로 공동 출연한 우치다 마아야에게는 '논쨩'으로 불리고 있다.
좋아하는 음식은, 스시, 샤브샤브, 라면, 스키야키, 햄버거, 불고기, 스테이크, 스프 스파게티. 또, 백미 위에 달걀 스크램블, 낫토, 버터를 태워 맛개를 걸친 것을 '노조휘스 사발'이라고 이름 붙여 먹고 있다. 자타 모두 인정하는 대식가이며, 지금까지, 왕코소바 140배, 스시 30명정을 먹었던 적이 있다. 자신의 건담상에 대해 프로그램내에서 검증 기획을 실시했을 때에는, 합계 900그램의 스테이크·햄버거를 쉽게 완식한 위에 <아직 덜 차게 먹은 정도>라고 발언해, 접객 한 점원을 놀래키고 있었다. 건강에는 조심하고 있어 이상 체중을 지키도록 하고 있다.

## 출연 작품
※ 굵은 글씨는 메인 캐릭터.

### 텔레비전 애니메이션
2011년
- UN-GO (카이쇼 리에[17])
- 성흔의 퀘이사 II (여학생 B)
- 나루토 질풍전 (아이)
- 나는 친구가 적다 (쿠스노키 유키무라[18])

2012년
- GIRLS und PANZER (나카지마〈나카지마 사토코〉[19])
- K (아사마 벚꽃)
- 조시라쿠 (보하테이 테토라[20])
- 소드 아트 온라인 (요르코, 아나운스)
- 초역 백인일수 우타코이 (부인)
- 츠리타마 (옷깃향기)
- 옆자리 괴물군 (여학생 A)

2013년
- 푸른 강철의 아르페지오 -알스 노바- (이 402[21])
- 오의 화
- 아라타 칸가타리 (루카)
- 신이 없는 일요일 (무)
- 환영을 달리는 태양 (히가시야마꿈)
- 현시연 2대째 (오기우에 치카[22])
- Super Seisyun Brothers -초청춘 누이와 동생 s- (신모토 치코[23])
- 탐험 드리란드 1000년의 진보- (수신녀 그라시아)
- 어떤 과학의 초전자포S (경비 로봇)
- 두 사람은 밀키 홈즈 (여성 리포터, 여자 아이 B)
- 꿈의 라이브 프리즘스톤 (상선사아이, 크루, 세시니, 리포터)
- 나는 친구가 적다 NEXT (쿠스노키 유키무라[24])
- 미나미가 다녀 왔어 (여자 학생)
- 유유시키 (여자 학생)
- 러브 라이브! (후미코)

2014년
- 새벽의 연화 (아오〈푹큐〉, 수원〈유소〉[25], 바람의 부족)
- 악마의 리들 (사가에동향)
- Wake Up, Girls! (스즈키 모에 노래[26])
- 캡틴 어스 (아이[27])
- 최근, 여동생의 상태가 조금 이상한 것 같다만 (스타트계)
- 죠죠의 기묘한 모험 스타더스트 크루세이더스 (TV안의 캐릭터)
- 대도서관의 양치기 TV Animation (미소노 센리[28])
- 프리파라 (키타죠 코스모)
- 미나라이 디바 (춘음 위[29])
- 러브 라이브! 2nd Season (후미코)

2015년
- 앱설루트 듀오 (유리에 시그트나[30])

2020년
- 히프노시스 마이크 (아오히츠기 네무)

### OVA
2011년
- 나는 친구가 적다 (쿠스노키 유키무라)※소설 제 7권의 특장판에 부속.

2012년
- Holy Knight (사카모토정)
- 나는 친구가 적다 단역 은혜로 빈다 (쿠스노키 유키무라[31])

2013년
- 현시연 2대째의 6 (오기우에 치카)※코믹스 제 15권DVD 특장판[32]
- 조시라쿠 (보하테이 테토라)※코믹스 제 5권OAD 특장판

2014년
- GIRLS und PANZER <이것이 진짜 안트오전입니다!> (나카지마〈나카지마 사토코〉)
- 알맹이★달러 (시로야마미호)

### 극장 애니메이션
2011년
- UN-GO episode: 0 인과론 (카이쇼 리에[33])

2014년
- Wake Up, Girls! 일곱 명의 아이돌 (스즈키 모에 노래[26])

2017년
- 걸즈 앤 판처 최종장 제1화

2019년
- 걸즈 앤 판처 최종장 제2화
- 걸즈 앤 판처 최종장 4DX

### 게임
2011년
- 아이돌을 만들자 (쿠로이 리사)
- 위로즈 (□□〈카이치〉)
- 걸☆암 (우노 아오이[34])

2012년
- 아이돌마스터 신데렐라 걸즈 (죠가사키 리카)
- 노래의☆왕자님♪Debut
- 사쿠라바나 센고크 Portable(혼다 다다카쓰[35])
- 보물 발굴 호리 킹(실크)
- 걸☆암PS3판 (우노 아오이[36])
- 나는 친구가 적다 포터블 (쿠스노키 유키무라[37])
- 복숭아색 대전파 있어라 (우노 아오이, 아행)
- 연애 두목 2 MidnightLesson!!! (캐서린)
- 련전!! 시공전희 (벨티)
- 련전!! 동화 프린세스 (나비)

2013년
- XBLAZE CODE:EMBRYO (에르스 폰 쿠라겐[38])
- 엔젤 마스터(잔 다르크[39])
- ~성마도이야기~ (쿠쨩[40])
- 비서 콜렉션~두근두근□비밀의 사장실~ (SL기관장 비서[41])
- 프리티 리듬 레인보우 라이브 반짝반짝 마이☆디자인 (키타죠 코스모)
- 신부 코레 (보하테이 테토라)
- 신부 코레 성우부[42]
- 원한패마! (후우리)

2014년
- 아이돌 사변 (어둠†링고님[43])
- Wake Up, Girls! 스테이지의 천사 (스즈키 모에 노래)
- 걸즈&판트 전차도, 다합니다! (나카지마〈나카지마 사토코〉[44])
- 그리모아~사립 그리모워르 마법 학원~ (진구우지 하츠네[45])
- 신성의 그랜드 유니온 (샤오페이, 동암샤론)
- 스크르가르스트라이카즈 (새벽 료우코[46])
- 상주전신관학원8명진천지각 (진궁백합향기[47])
- 유선계 인카운터 2nd Season(사라[48])

2015년
- 대도서관의 양치기—Library Party- (미소노 센리[49])
- 신각의 딸[50]

2018년
- 소녀전선 (HK417)

### 어플리
- 말해 캐릭터 (다테 마삼네)

### 라디오
- bayfm 2010 서머 캠페인 (리포터)
- 는 봐들 글자!! (초! A&G+: 2012년 4월 8일- )[51]
- 【걸즈 만담 라디오】조사등 글자 (음 천: 2012년 7월 18일- 12월 26일, 부정기 퍼스낼러티)[52]
- 주간 형타마가 인 (라디오 칸사이: 2012년 10월 5일- 12월 28일)[53][54]
- 아이돌마스터 신데렐라 걸즈 데레라디 (HiBiKi Radio Station: 2012년 11월 21일, 타)[55]
- 바치!봐 호-다이! (음 천: 2012년 12월 14일- )[56]
- 나는 친구가 적다 on AIR RADIO~야마모토 노조미의 나는 토크에 약하지 않다!~ (음 천, HiBiKi Radio Station: 2013년 1월 15일- 5월 7일)[57]
- 2.5 차원등 글자 (2.5 차원테레비 Web 사이트내: 2013년 2월 27일- 3월 20일)[58]
- 마 좋은인가 딜리버리 (라디오 칸사이: 2013년 4월 5일- )[59]
- 놀람 전대 모모노키파이브 (라디오 칸사이: 2013년 7월 18일), 히가사 요코 생일회게스트 출연
- 수다나 테마~스·B! (K'z Station: 2013년 8월 17일- 2014년 7월 5일)

라디오 드라마
- VOMIC 암살 교실 (시오타 나기사[60])

### 텔레비전·인터넷TV
- 걸☆암TV (걸☆암 공식 사이트내[61]: 2010년 11월 16일- 2011년 1월 18일)
- 여자 만담 협회 한 집안의 여자 토크! (니코니코 생방송: 2012년 7월 6일- 9월 28일)
- GirlsNews~성우 (PigooHD: 2013년 4월 1일- 2014년 3월 1일)[62]
- <현시연 2대째>써클실잡담회 (니코니코 생방송, 반다이 채널: 2013년 7월 6일- 9월 28일)

### 영상 작품
2012년
- 는 봐들 글자!! DVD VOL.1

2013년
- 2.5 차원등 글자의좋은 사이 세 명조가 이상한 방에 헤매면 …[63]
- 는 봐들 글자!! DVD VOL.2
- 라디오 아이돌마스터 신데렐라 걸즈 <데레라지>DVD VOL.2

2014년
- 성우 육성 버라이어티 하야 세미나 상권[64]
- 성우 육성 버라이어티 하야 세미나 하권
- 는 봐들 글자!! DVD VOL.3
- 야마모토 노조미의 노조후스TV[65]
- 라디오 아이돌마스터 신데렐라 걸즈 <데레라지>DVD Vol. 4

### CD

#### 드라마 CD
- 아이돌마스터 신데렐라 걸즈 코믹 앤솔러지 passion VOL. 2 부속 패션인 드라마 CD (죠가사키 리카)
- 새벽의 연화 (아오)※코믹스 제 9권첫회 한정판에 동고
- 노래의☆왕자님♪Debut 유닛 드라마 CD
  - 람&나월&츠바사 (카페의 점원)
  - 란환&진두&렌 (원숭이)
- O*G*A술래잡기 로와 귀 루도 라마 CD STEP. 2~싫은 나무의 계절~
- 너의 봉사는 그 정도인가?
- 널 오타쿠로 만들어줄 테니까, 날 리얼충으로 만들어줘! (사랑기도[66])
- 공중전마도사 후보생의 교관 (미소라 화이테일[67])
- 수라장등! (여학생 1)
- 성검과 마룡의 세계 (라스터 밴=에르타니아[68])
- 조금 귀여운 아이언 메이 덴 (무토 유즈키[69])
- 나는 친구가 적다 (쿠스노키 유키무라)※소설 제 6권특장판에 동고

#### 라디오 CD
- 【걸즈 만담 라디오】조사등 글자 시리즈
  - DJCD【걸즈 만담 라디오】조사등 글자기지일
  - 라디오 CD【걸즈 만담 라디오】조사등 글자기지일
  - 라디오 CD【걸즈 만담 라디오】조사등 글자기지이
- 나는 친구가 적다 on AIR RADIO 시리즈
  - 라디오 CD나는 친구가 적다 on AIR RADIO vol. 2※게스트
  - 라디오 CD나는 친구가 적다 on AIR RADIO vol. 3
  - 라디오 CD나는 친구가 적다 on AIR RADIO vol. 4
- 마 좋은인가 딜리버리 시리즈
  - DJCD 마 좋은인가 딜리버리 CD 제 1편
  - DJCD 마 좋은인가 딜리버리 CD 제 2편
- 사쿠라능음 Ayane*LDK DJCD Vol. 2※게스트

#### 음악 CD
| 발매일    | 타이틀                                                                                    | 명의 | 악곡                                       | 정체                                                              |
| 2011년    | 2011년                                                                                    | 2011년 | 2011년                                     | 2011년                                                            |
| --------- | ----------------------------------------------------------------------------------------- | --- | ------------------------------------------ | ----------------------------------------------------------------- |
| 1월 27일  | 걸☆암 두근두근 사운드 전부들이!                                                           | ZQN☆ (테라모토래가, 우치무라 후미코, 우치다 신예, 야마모토 노조미) | <두근거려☆회전목마>                        | 게임 <걸☆암>주제가                                                |
| 1월 27일  | 걸☆암 두근두근 사운드 전부들이!                                                           | 우노 아오이 (야마모토 노조미) | <LOVE HEARTS>                              | 게임 <걸☆암>주제가                                                |
| 10월 26일 | 유감계 이웃부★★☆(별둘반)                                                                  | 친구 구조대 [초승달 밤하늘 (이노우에 마리나), 카시와자키 세나 (이토 카나에), 쿠스노키 유키무라 (야마모토 노조미), 시구마 이과 (후쿠엔 미사토), 날개 세가와 코바토(하나자와 카나), 고산 마리아(이구치 유카)]    | <유감계 이웃부★★☆>                         | 텔레비전 애니메이션 <나는 친구가 적다>오프닝 테마                 |
| 2012년    |                                                                                           | |                                            |                                                                   |
| 3월 8일   | 걸☆암 두근두근 사운드 전부들이! 보완반                                                    | ZQN☆ (테라모토래가,우치무라 후미코, 우치다 신 히로시, 야마모토 노조미) | <일루미네이션 러브>                        | 게임 <걸☆암>주제가                                                |
| 4월 18일  | THE IDOLM@STER CINDERELLA MASTER 005 죠가사키 리카                                        | 죠가사키 리카 (야마모토 노조미) | <DOKIDOKI 리듬>                            | 소셜 게임 <아이돌마스터 신데렐라 걸즈>캐릭터 송                   |
| 6월 2일   | 건강 요일                                                                                 | 찻잔 (아라카와 미호, 오오츠보 유카, 야마모토 노조미) with동 형 모에7 | <건강 요일>                                | 라디오 <은 봐들 글자!!>테마 송                                    |
| 8월 15일  | 후가 아무쪼록은…!                                                                         | 극□락녀회 [보하테이 테토라 (야마모토 노조미), 무라정마이위 (사쿠라 아야네), 공류미유정마루쿄 (난죠 요시노), 파랑부정목 호두 (코이와이 코토리), 암락정고 와 (고토 사오리)]                                      | <후가 아무쪼록은…!> <레응무승부원 있어>    | 텔레비전 애니메이션 <조시라쿠>오프닝 테마                         |
| 10월 24일 | 조시라쿠 권노이Blu-ray&DVD 특전 CD                                                        | 보하테이 테토라(야마모토 노조미) | <수준 방지해 야담>                         | 텔레비전 애니메이션 <조시라쿠>캐릭터 송                           |
| 2013년    |                                                                                           | |                                            |                                                                   |
| 2월 6일   | Be My Friend                                                                              | 이웃부 [초승달 밤하늘 (이노우에 마리나), 카시와자키성나 (이토일까 메구미), 쿠스노키 유키무라 (야마모토 노조미), 시구마 이과 (복원미사토), 날개 세가와 코바토 (화택향채), 타카야마 마리아 (이구치 유타카 향기)] | <Be My Friend>                             | 텔레비전 애니메이션 <나는 친구가 적다 NEXT>오프닝 테마            |
| 2월 6일   | 우리들의 날개                                                                             | 이웃부 [초승달 밤하늘 (이노우에 마리나), 카시와자키성나 (이토일까 메구미), 쿠스노키 유키무라 (야마모토 노조미), 시구마 이과 (복원미사토), 날개 세가와 코바토 (화택향채), 타카야마 마리아 (이구치 유타카 향기)] | <우리들의 날개>                            | 텔레비전 애니메이션 <나는 친구가 적다 NEXT>엔딩 테마              |
| 4월 10일  | THE IDOLM@STER CINDERELLA M@STER <부탁해! 신데렐라>                                       | THE IDOLM@STER CINDERELLA GIRLS (오오하시 아야카, 츠다 미나미, 오오츠보 유카, 후쿠하라 아야카, 아오키 루리코, 우치다 마아야, 하라 사유리, 요시무라 하루카, 야마모토 노조미)                                    | <부탁해! 신데렐라 (M@STER VERSION)>        | 소셜l 게임 <아이돌마스터 신데렐라 걸즈>테마 송                    |
| 4월 10일  | THE IDOLM@STER CINDERELLA M@STER <부탁해! 신데렐라>                                       | CINDERELLA GIRLS for Passion! (하라 사유리, 요시무라아득한, 야마모토 노조미) | <부탁! 신데렐라 (Passion VERSION)>         | 소셜l 게임 <아이돌마스터 신데렐라 걸즈>테마 송                    |
| 8월 7일   | 아오구유레라고 있다                                                                       | 오기우에 치카 (야마모토 노조미), 요시타케리화 (우에사카 스미레) , 야지마미령 (우치야마 유미), 하토 켄지로우 (가외아이)                                                                                         | <아오구유레라고 있다> <하레르야하레르히>   | 텔레비전 애니메이션 <현시연 2대째>엔딩 테마                       |
| 9월 25일  | 후 깨어☆부라니-로 있어                                                                    | 찻잔 (아라카와 미호, 오오츠보 유카, 야마모토 노조미) | <후 깨어☆부라니-로 있어>                   | 라디오 <은 봐들 글자!!>2nd테마 송                                 |
| 10월 2일  | THE IDOLM@STER CINDERELLA MASTER passion jewelries! 001                                   | 혼다 미오 (하라 사유리), 모로보시 키라리 (모치즈키 레이), 아카기 미리아 (쿠로사와 토모요), 죠가사키 미카 (요시무라 하루카), 죠가사키 리카 (야마모토 노조미)                                                    | <Orange Sapphire>                          | 소셜l 게임 <아이돌마스터 신데렐라 걸즈>캐릭터 송                  |
| 10월 2일  | THE IDOLM@STER CINDERELLA MASTER passion jewelries! 001                                   | 혼다 미오 (하라 사유리), 모로보시 키라리 (모치즈키 레이), 아카기 미리아 (쿠로사와 토모요), 죠가사키 미카 (요시무라 하루카), 죠가사키 리카 (야마모토 노조미)                                                    | <나아가☆소녀~jewel parade~>                | 소셜l 게임 <아이돌마스터 신데렐라 걸즈>캐릭터 송                  |
| 10월 2일  | THE IDOLM@STER CINDERELLA MASTER passion jewelries! 001                                   | 죠가사키 리카(야마모토 노조미) | <LOVE & JOY>                               | 소셜l 게임 <아이돌마스터 신데렐라 걸즈>캐릭터 송                  |
| 10월 9일  | 현시연 2대째 MEBAETAME Music Collection vol. 1                                            | 오기우에 치카 (야마모토 노조미)&수잔나 호프킨스 (넓은 하늘 나오미) | <트레이 전기밥통 헌터 V>                   | 텔레비전 애니메이션 <현시연 2대째>캐릭터 송                       |
| 10월 9일  | 현시연 2대째 MEBAETAME Music Collection vol. 1                                            | 오기우에 치카 (야마모토 노조미) | <아오구유레라고 있다 (오기우에 치카ver. )> | 텔레비전 애니메이션 <현시연 2대째>캐릭터 송                       |
| 2014년    |                                                                                           | |                                            |                                                                   |
| 3월 26일  | 리틀 챌린저                                                                               | I-1 club(오오츠보 유카, 카토 에미리, 츠다 미나미, 후쿠하라 카오리, 야마모토 노조미, 아케사카 사토미, 야스노 희세내)                                                                                            | <셔츠와 블라우스>                          | 애니메이션 영화 <Wake Up, Girls! 일곱 명의 아이돌>삽입노래        |
| 4월 5일   | THE IDOLM@STER CINDERELLA GIRLS 1st LIVE WONDERFUL M@GIC!! "부탁해! 신데렐라" 솔로 리믹스 | 죠가사키 리카 (야마모토 노조미) | <부탁해! 신데렐라 (M@STER VERSION)>        | 게임 <아이돌마스터 신데렐라 걸즈>캐릭터 송                        |
| 4월 23일  | 극상 스마일                                                                               | I-1 club (오오츠보 유카, 카토 히데미 사토, 츠다 미나미, 후쿠하라 카오리, 야마모토 노조미, 명판사토미, 야스노 희세내)                                                                                           | <극상 스마일> <수확>                       | 텔레비전 애니메이션 <Wake Up, Girls!>삽입노래                     |
| 6월 6일   | 푸른 강철의 아르페지오 -알스 노바- BD·DVD 제 6권특전 CD                                   | 이 400 (히다카 리나), 이 402 (야마모토 노조미) | <inapplicability>                          | 텔레비전 애니메이션 <푸른 강철의 아르페지오 -알스 노바->캐릭터 송 |
| 8월 20일  | EXIT TUNES PRESENTS 반숙 소녀-hanjyuku girls-                                             | 하나오카류채 (야마모토 노조미) | <하늘노 미만>                              |                                                                   |
| 8월 20일  | EXIT TUNES PRESENTS 반숙 소녀-hanjyuku girls-                                             | 심산사파 (스자키능), 하나오카류채 (야마모토 노조미) | <있어-아루후클럽>                          |                                                                   |
| 9월 17일  | 생방송 애니메이션 <미나라이 디바 (※생 애니메이션)>오프닝 테마 <Run Diva Run>              | 미나라이 디바 [창정르리 (촌천이의), 춘음 위 (야마모토 노조미)] | <Run Diva Run>                             | 애니메이션 <미나라이 디바 (※생 애니메이션)>오프닝 테마            |
| 10월 29일 | Melty Heart Magic                                                                         | 찻잔 (아라카와 미호, 오오츠보 유카, 야마모토 노조미) | <Melty Heart Magic>                        | 라디오 <은 봐들 글자!!>3rd테마 송                                 |

### 라이브·이벤트
- 우에노 동물원 Visit Zoo 캠페인 킥오프 이벤트 (2010년 6월 5일)※MC담당
- UN-GO episode: 0 인과론 공개 기념 토크 쇼 (2011년 11월 22일, 25일, 26일)※MC담당
- 마리 코레~MARINE COLLECTION 2012~ (2012년 9월 9일)[70]
- 모에네로 지역 부흥!! Moe1 그랑프리(2012년 10월 13일)
- THE IDOLM@STER 8th ANNIVERSARY HOP!STEP!! FESTIV@L !!! (2013년 7월 7일)
- Animelo Summer Live 2013 -FLAG NINE- (2013년 8월 23일)
- 마리 코레~MARINE COLLECTION 2013~(2013년 9월 8일)[71]
- 저질렀다! 는 봐들 글자 RanQueen!! ~드키☆녀 투성이 노하미포야 이벤트!저희들 코라보치있습니다☆~(2013년 11월 3일)[72]
- THE IDOLM@STER M@STERS OF IDOL WORLD!! 2014 (2014년 2월 22일, 23일)
- 아 본 딸·2nd Anniversary festa (2014년 3월 2일)
- THE IDOLM@STER CINDERELLA GIRLS 1st LIVE WONDERFUL M@GIC!! (2014년 4월 5일, 6일)
- 마리 코레 할로윈 파티 2014 (2014년 10월 26일)
- THE IDOLM@STER CINDERELLA GIRLS 2ndLIVE PARTY M@GIC!! (2014년 11월 30일)
- Wake Up, Girls! Festa. 2014 Winter~Wake Up, Girls! VS I-1 club~ (2014년 12월 14일)

### 그 외
- 디지털 만화 <나들!맨 사이다 6>(아이)
- AT-X안의 여름 페스 2012 프레시여름 페스대
- 버팔로 5명 딸 (캔디[73])
- 도야마현 타카오카시 관광 대사아 본 딸 (그물타응, 캐논)
- N Y Gorilla T셔츠 (리바티에이지와의 콜라보레이션 T셔츠[74])